# 楣桿石
楣桿石，又名旗桿石古代是用來標榜身份、光宗耀祖的。據說，古代科舉制封建社會裏，經過科舉應試獲得功名者，就可在宗祠或祖屋門前豎旗桿石，於石上插上石楣桿，以此彰顯身份，昭示世人，激勵後輩。在梅州市梅城張家圍。就有這種楣桿石。
張家圍是當地大族，就豎立有楣桿石。梅州市肩一小學，是400多年前，開族始祖張肩一開辦。至今仍是一所廣為人知的學校。
在文革時期，楣桿石被破壞。2014年9月20日。村民再按舊貌，集資重建楣桿石。使這一種客家人文，再次重放光彩。 